# Султана Елевтериаду
Султана (Таня) Елевтериаду (на гръцки: Σουλτάνα (Τάνια) Παύλου Ελευθεριάδου) е гръцка адвокатка и политик от Коалицията на радикалната левица.

## Биография
Родена е в Кавала. Учи в Юридическия факултет на Тракийския университет „Демокрит“. Прави следдипломна квалификация по трудово и търговско право, както и по застрахователно и административно право. Избрана е за народен представител от Кавала на изборите на 7 юли 2019 година със 7 708 гласа.